# Антивітаміни
Антивітаміни — речовини, що викликають пригнічення або повну втрату біологічної активності вітамінів і призводять до гіпо- чи авітамінозів навіть за умов достатнього забезпечення організму вітамінами. Цю групу сполук об'єднує спільний характер впливу на організм, хоча механізми дії можуть суттєво відрізнятись. Антивітаміни використовують у медицині для лікування бактерійний інфекцій і пухлинних захворювань, а також для створення експериментальних авітамінозів у тварин.
Частина антивітамінів діють як антиметаболіти, тобто вони є структурними аналогами вітамінів і конкурують з ними за активні центри ферментів або зв'язування із іншими речовинами, при нездатності виконувати їхні біологічні функції. Якщо антивітамін утворює комплекс із білковою частиною ферменту (апоферментом), то такий комплекс буде неактивним.
Інша група антивітамінів не схожі за хімічною природою до вітамінів, але перешкоджають активності останніх, наприклад пригнічують їх всмоктування і транспорт. Так білок авідин приєднує біотин (вітамін H) і переводить його в неактивну форму. До цієї групи також належать ферменти, такі як тіамінази I і II, що руйнують молекули вітаміну B1, аскорбатоксидаза, яка окиснює аскорбінову кислоту.
| Антивітамін                                         | Відповідний вітамін              | Механізм дії | Використання                                              |
| --------------------------------------------------- | -------------------------------- | --- | --------------------------------------------------------- |
| Гідрокситіамін, піритіамін, неопіритіамін           | Вітамін B1 (тіамін)              | Конкурують із тіаміновими коферментами за взаємодію з ферментами. | Експериментальні недостатності.                           |
| Дихлоррибофлавін, ізорибофлавін, галактофлавін      | Вітамін B2 (рибофлавін)          | Антиметаболіти. Конкурують рибофлавіном під час синтезу коферментів ФАД і ФМН.                                                                                           | Експериментальні недостатності.                           |
| Ізоніазид (гідразид ізонікотинової кислоти)         | Вітамін B3 (ніацин)              | Може включатись у склад коферментів НАД і НАДФ замість нікотинаміду з формуванням неактивних сполук. Також ізоніазид викликає дефіцит вітаміну B6.                       | Лікування туберкульозу.                                   |
| Гомопантотенова кислота, ω-метилпантотенова кислота | Вітамін B5 (пантотенова кислота) | Конкурують із похідними пантотенової кислоти за взаємодію з ферментами.                                                                                                  | Експериментальні недостатності.                           |
| Дезоксипіридоксин                                   | Вітамін B6 (піридоксин)          | Антиметаболіт. Конкурує із піридоксалевими коферментами за взаємодію з ферментами.                                                                                       | Експериментальні недостатності.                           |
| Птеридини                                           | Вітамін B9 (фолієва кислота)     | Конкурують з фолієвою кислотою за взаємодію з фолат-залежними ферментами, внаслідок чого припиняється синтез нуклеотидів. Найсильніше впливають на клітини, що діляться. | Лікування раку.                                           |
| Кумарини (дикумарол, варфарин, тромексан)           | Вітамін K (нафтохінони)          | Конкурують із вітаміном K за взаємодію з ферментами, блокують утворення факторів зсідання крові у печінці.                                                               | Антикоагулянти, використовуються для лікування тромбозів. |
| Сульфаніламіди                                      | Параамінобензойна кислота        | Включаються замість ПАБК у склад фолієвої кислоти, що синтезується у бактерійних клітинах.                                                                               | Лікування бактерійних інфекцій.                           |